# Llibre de disciplina de l'Església Metodista Unida
El Llibre de la Disciplina constitueix la llei i la doctrina de l'Església Metodista Unida.
Va ser publicat originalment el 1784, en l'Església Metodista Episcopal, i ha estat publicat cada quatre anys, després de la reunió de la Conferència General, que aprova la legislació que s'inclou en el Llibre de Disciplina. L'edició més recent és del 2008.
La unitat bàsica de referència és el punt, no la pàgina, capítol o secció. Els paràgrafs es numeren consecutivament dins de cada capítol o secció, però els números es passen per alt entre els capítols o seccions. Els paràgrafs es divideixen primer amb nombres aràbics (1, 2, 3, ...) que també podrà ser dividit per lletres minúscules en cursiva amb parèntesis (a), b), c), d) ...).
Tradicionalment, una llista de tots els bisbes amb l'any de la seva elecció és al començament del llibre. Això és seguit per una breu història de l'església, llavors la constitució de l'església, i una declaració relativa a la doctrina i la teologia de l'església. Els principis socials de l'església el segueixen. Finalment, la secció legislativa, de molt, la major part de la disciplina, és mostrada.